# Leptoconops obscurus
Leptoconops obscurus är en tvåvingeart som beskrevs av Smee 1966. Leptoconops obscurus ingår i släktet Leptoconops och familjen svidknott. Inga underarter finns listade i Catalogue of Life.